# La Felicità
La Felicità est le 7e restaurant créé par la société Big Mamma. Il a ouvert ses portes en mai 2018 dans la partie chill de Station F,,.
La Felicità se revendique être le plus grand restaurant d'Europe avec une surface de 4 500 m2 et 1000 places assises,.

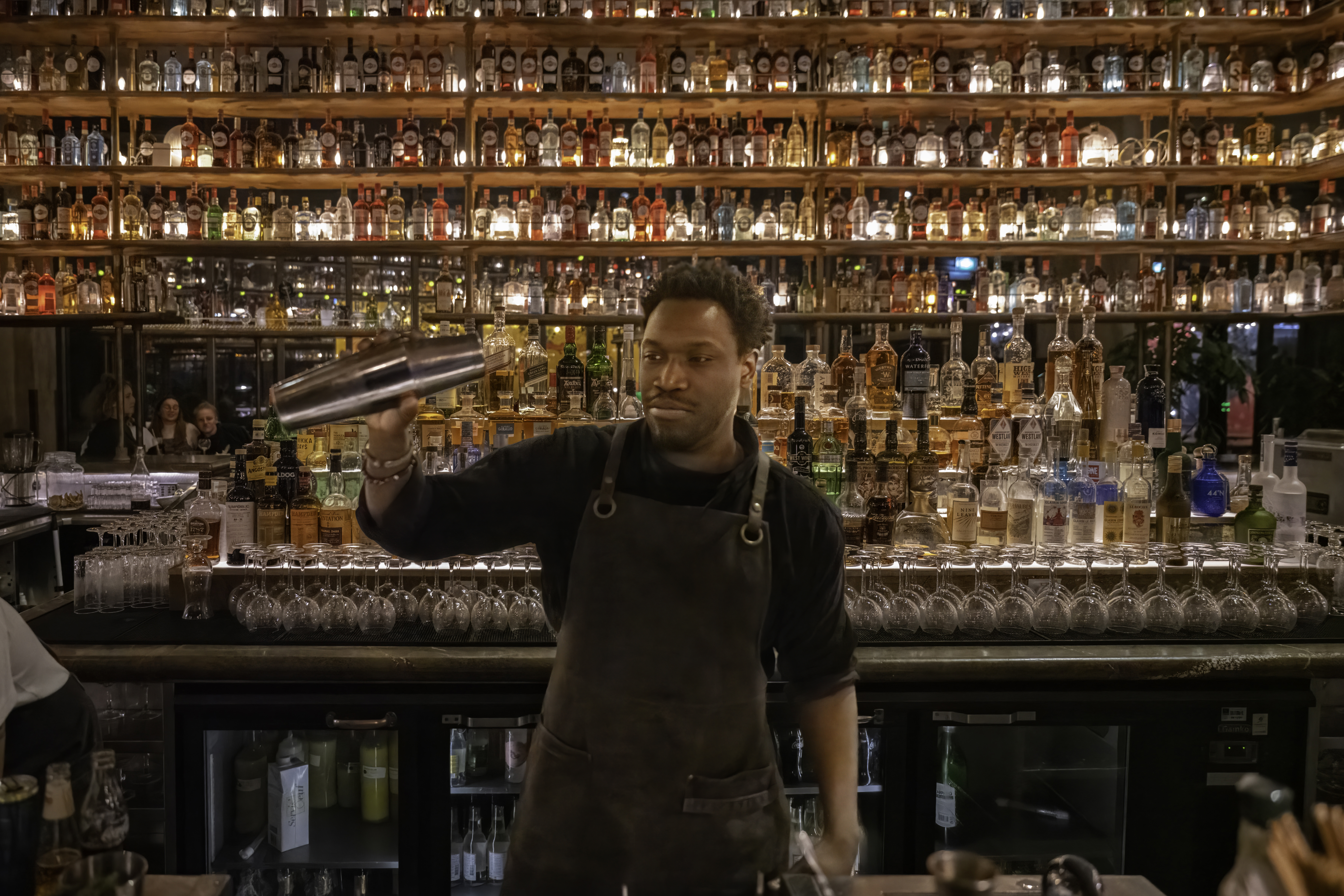
Intérieur du restaurant pendant la nuit
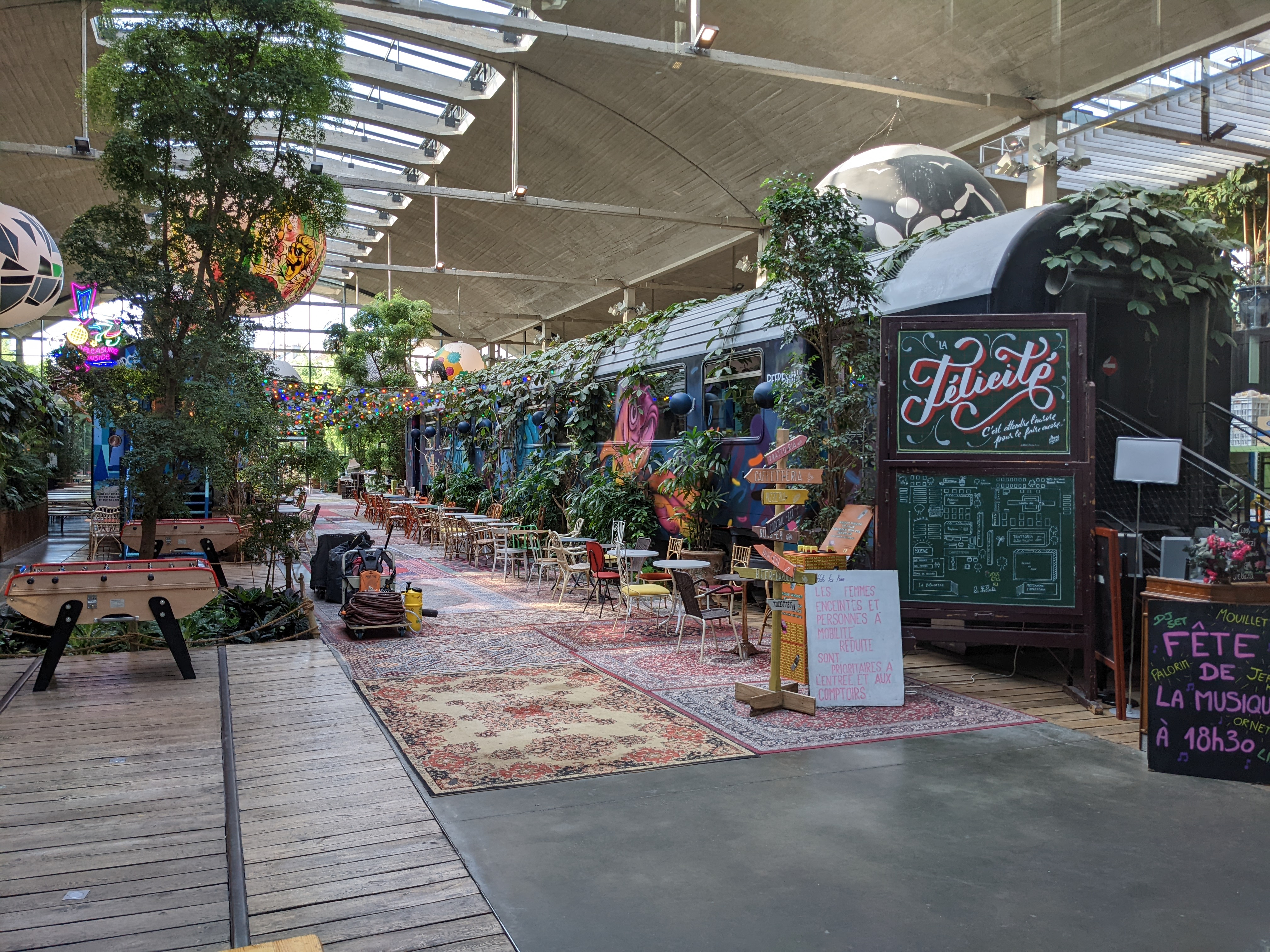
Intérieur du restaurant, avec des  oituresaménagése